# Brigada Golani
A 1ª Brigada "Golani" (em hebraico:  חֲטִיבַת גּוֹלָנִי) é uma brigada de infantaria do exército de Israel que é subordinada à 36ª Divisão e tradicionalmente associada ao Comando Norte. É uma das cinco brigadas de infantaria regulares das Forças de Defesa de Israel (as outras são a Brigada Paraquedista, a Brigada Nahal, a Brigada Givati e a Brigada Kfir). Seu símbolo é uma oliveira verde sobre um fundo amarelo, e seus soldados usam uma boina marrom. É uma das unidades de infantaria mais condecoradas das FDI. A brigada consiste em cinco batalhões, incluindo dois que manteve desde sua criação (12º e 13º), um transferido da Brigada Givati (51º).
A brigada foi formada em 22 de fevereiro de 1948, durante a guerra árabe-israelense de 1948, quando a Brigada Levanoni na Galiléia se dividiu em 1ª Brigada Golani e 2ª Brigada Carmeli. Desde então, participou de todas as principais guerras e operações de Israel, incluindo a Crise de Suez, a Guerra dos Seis Dias, a Guerra de Desgaste, a Guerra do Yom Kippur, a Operação Entebbe, o conflito do sul do Líbano em 1978, as Guerras do Líbano de 1982 e 2006 e várias operações durante as intifadas palestinas.
Três de seus comandantes, Mordechai Gur, Gabi Ashkenazi e Gadi Eizenkot se tornaram chefes do Estado-Maior Geral das FDI com muitos outros alcançando o posto de aluf (major-general).